# Tony Mansfield
Tony Mansfield (Clapham, 19 de enero de 1955) es un productor y músico británico. Es uno de los representantes del synthpop británico con su banda New Musik. Comenzó a destacar como productor durante los años ochenta produciendo a bandas como Planet Ha Ha, A-ha, Naked Eyes, Captain Sensible, etc.

## Biografía
Nació en Clapham, en el distrito de Wandsworth (actualmente el distrito de Lamberth), en el sur de Londres, el 19 de enero de 1955. Deseando convertirse en estrella de rock, dejó el colegio a los 15 años y trabajó como empleado en el Departamento de Arte del estudio de grabación Decca y en una construcción. Luego tocó en bandas locales, como músico de sesión y finalmente, integró dos bandas: Limmie Funk Limited en 1976 y luego a Nick Straker Band, ambas de orientación disco.
En 1977 forma New Musik, junto a Nick Straker, líder del Nick Straker Band con quien había estado, y sus compañeros de colegio Clive Gates y Simon Croft. Durante ese año y 1978, suceden cambios de alineaciones y grabaciones de demos de los que serían las futuras canciones que conformarían el repertorio de From A To B, primer álbum de New Musik, grabado en 1979 y 1980, y salido a la venta el 18 de abril de ese año. Mansfield logra el primer éxito musical en su vida con la canción "Straight Lines", salida en 1979 con el sencillo del mismo nombre.
Al separarse de New Musik, después de 2 álbumes más – Anywhere, de 1981, y Warp, de 1982, - , forma con su hermano Lee y Rob Fisher (miembro de Naked Eyes) un proyecto llamado Planet Ha Ha. A la vez se ensimisma más con la producción de música, haciendo los trabajos de Search Party, A-ha (Hunting High And Low), Captain Sensible, Naked Eyes, etc.
A Finales de los años 80 y principios de los 90 gana cierto protagonismo en la música pop española, al ser elegido como productor para Miguel Bosé y Ana Torroja.